# 胡安·卡洛斯 (足球運動員)
胡安·卡洛斯（西班牙語：Juan Carlos；1990年3月30日—）是一位西班牙足球運動員。在場上的位置是側鋒或左後衛。現效力於希臘超球隊彭拿典奈高斯。